# 연락운송
연락운송(連絡運送) 또는 연계운송(連繫運送/聯繫運送)은 둘 이상의 운송사업자가 협정을 맺고 여객 또는 화물을 운송하는 것을 말한다.

## 개요
자동차(버스, 트럭), 철도, 도시철도, 해운, 항공 등 운송사업자가 여객운송에 있어서는 승차권이나 운임 등에 관해서, 화물에 있어서는 출발지부터 목적지까지의 일관운송체제를 갖추는 등, 이용자의 편의를 도모하기 위한 것이다. 연락운송협정에는 보통 다음과같은 사항이 포함된다.
1. 노선의 연결 및 직결 운행에 관한 사항
2. 승차권, 승선권, 항공권 등에 관한 사항
3. 여객의 환승 또는 화물의 환적에 관한 사항
4. 시설운영의 분담에 관한 사항
5. 운임 및 수입금 배분에 관한 사항
6. 국제연락운송의 경우, 여객의 출입국관리 또는 화물의 통관에 관한 사항

## 대한민국의 사례
대한민국에서는 도시철도사업자간 또는 도시철도사업자와 철도사업자간의 협정에 관해서만 연락운송이라고 하며(도시철도법 제34조), 버스나 철도는 공동운수, 항공은 공동운항이라는 용어를 사용한다.

### 수도권 전철
도시철도 사업자인 서울교통공사를 비롯한, 인천교통공사, 의정부경전철주식회사, 용인경량전철주식회사, 김포골드라인운영과 철도사업자인 한국철도공사, 공항철도, 신분당선, 네오트랜스, 경기철도, 서해철도가 참여하는 연락운송체계이다.

### 부산 도시철도
도시철도 사업자인 부산교통공사를 비롯한, 부산-김해경전철주식회사, 한국철도공사 부산경남본부(동해선 광역전철 운영 주체)가 참여하는 연락운송체계이다.

### 대구 도시철도
도시철도 사업자인 대구교통공사가 독점적으로 운영하고 있는 연락운송체계이다.

### 문제점
대한민국의 연락운송협정은 운송사업자들이 자유롭게 맺은 것이 아니라 정부와 지방자치단체에 의해 반강제로 맺어진 것이다. 이로 인해 몇가지 문제가 발생하고 있다.
1. 수입금 배분에 관해 한국철도공사와 도시철도 사업자(서울교통공사, 부산교통공사, 인천교통공사 등)간의 마찰 문제로, 소송이 벌어지기도 한다.[1][2] 수입금 배분에 관한 협정이 명확하지 않은 것으로 보인다.
2. 한국철도공사의 기관사가 서울메트로(현 서울교통공사)의 구간에서 운전하다가 사고가 발생했는데, 서로 책임을 떠넘기기도 한다.[3] 시설운영에 관한 협정이 명확하지 않은 것으로 보인다.
3. 수도권 및 동남권(동해선 광역전철)의 운영 주체인 한국철도공사의 통근형 전동차는 도시철도와의 연락운송만을 고려하고 운영한다. KTX, 새마을호, 무궁화호 등의 열차는 같은 사업자인 한국철도공사가 운영함에도 불구하고 광역전철로 갈아타기 위해서는 개찰구 밖으로 나와서 승차권을 따로 발권받아 다시 개찰구로 들어가야한다.